# Río Skobido
El río Skobido (del ruso: Скобидо) o río Aldebi (Альдеби) es un río del krai de Krasnodar, en Rusia, afluente del río Adegoi, tributario del Abín, que vierte sus aguas en el Adagum, de la cuenca del Kubán.

## Curso
Tiene 12 km de longitud. Nace en las vertientes septentrionales del Gran Cáucaso, 8 km al nordeste de Vinográdnoye. Durante todo su curso, predominantemenete en dirección noroeste y luego al norte, le acompaña la ruta entre Ardebievka y Shapsúgskaya y una línea eléctrica. Desemboca en el Adegoi antes de que este entre en Shapsúgskaya.